# 2013년 전주국제영화제
제14회 전주국제영화제는 2013년 4월에 개최된 영화제이다. 사회자는 전현무이다.

## 수상 및 후보

### 국제경쟁 - 대상
- 공동정범 - 이혁상 외 1명 수상
- 빈곤의 얼굴들 3 - 장호경 수상

### 국제경쟁 - 심사위원특별상
- 눈물과 웃음의 베오그라드 안내서 - 보얀 불레티치 수상

### 한국단편경쟁 - 대상
- 잘 먹고 잘 사는 법 - 정한진 수상

### 한국단편경쟁 - 감독상
- 가면과 거울 - 민병훈 수상

### 한국단편경쟁 - 심사위원특별상
- 두 신사 - 박재옥 수상

### 대상
- 파괴된 낙원 - 이브 드부아즈 수상

### 우석상
- 깃털 - 오자와 마사토 수상
- 맘메이 아저씨 - 드웨인 발타자르 수상

### JJ-Star상
- 디셈버 - 박정훈 수상

### 무비꼴라쥬상
- 환상속의 그대 - 강진아 수상
- 레바논 감정 - 정영헌 수상

### 관객평론가상
- 마이 플레이스 - 박문칠 수상

### 넷팩(아시아영화진흥기구)상
- 플래시백 메모리즈 3D - 마츠에 테츠아키 수상

### 국제경쟁
- 5년 - 슈테판 샬러
- 가라오케 걸 - 비스라 비칫-바다칸
- 눈물과 웃음의 베오그라드 안내서 - 보얀 불레티치
- 맘메이 아저씨 - 드웨인 발타자르
- 미친년들 - 드류 토비아
- 어머니들 - 쉬 후이 징
- 항해 - 엘리프 레피으

### 한국경쟁
- 51+ - 정용택
- 힘내세요, 병헌씨 - 이병헌
- 춤추는 여자 - 박선일 외 4명
- 환상속의 그대 - 강진아
- 디셈버 - 박정훈
- 할매-시멘트정원 - 김지곤
- 그로기 썸머 - 윤수익
- 레바논 감정 - 정영헌
- 마이 플레이스 - 박문칠
- 용문 - 이현정

### 한국단편경쟁
- 상 - 오민욱
- 로드 무비 - 정남
- HIGHS AND LOWS - 양연화
- 두 신사 - 박재옥
- 플라멩코 소녀 - 이찬호
- 트렁크 - 김현철
- 주희 - 허정
- 빗소리 - 김진희
- 가면과 거울 - 민병훈
- 낫씽 투 루즈 - 서원태
- 나는 자랑스런 태극기 앞에 - 유용지
- 열여덟 반, - 정승오
- 시시비비 - 정지형
- 울게 하소서 - 한은영
- 깊이에의 강요 - 최승철
- 더도 말고 덜도 말고 - 임오정
- 부서진 - 최정민
- 그레코로만 - 신현탁
- 패밀리 - 정욱
- 잘 먹고 잘 사는 법 - 정한진

### 삼인삼색 감독들의 영화
- 만날 때는 언제나 타인 - 코바야시 마사히로
- 풍경 - 장률
- 누군가의 남편의 배에 탄 누군가의 아내 - 에드윈

### 숏!숏!숏!
- 번개와 춤을 - 이진우
- 비상구 - 이상우
- THE BODY - 박진성 외 1명

### 월드 시네마스케이프
- 1+8 - 신시아 매던스키 외 1명
- 3월 6일 - 웡 춘
- 감독 미하엘 하네케 - 이브 몽마외르
- 거인 - 데이빗 래보이
- 거친 호흡 - 기욤 르그랑
- 고립 - 이주 트로인
- 까미유 클로델 - 브루노 뒤몽
- 까미티 - 나탈리 생 피에르
- 나의 도둑맞은 혁명 - 나히드 페르손
- 내 심장이 멈추기 전에 - 세바스티앙 호세
- 돌아올 거야 - 마르셀로 로르델로
- 로드리 - 프랑코 롤리
- 리틀 페레스트로이카 - 베른하르트 펫셔
- 마스터 - 폴 토마스 앤더슨
- 매일매일 알츠하이머 - 유카 세키구치
- 모바일 홈 - 프랑소와 피로
- 몽파르나스의 키키 - 아멜리에 아로
- 비올라 - 마티아스 피녜이로
- 빌레가스 - 곤잘로 토발
- 서칭 포 빌 - 요나스 포헤르 라스무센
- 세상의 저쪽 - 미셸 르미외
- 센트로 히스토리코 - 마뇰 드 올리베이라
- 소냐와 황소 - 블랏카 보르카픽
- 수도 끊는 남자 - 이단 휴벨
- 스트레인지 리틀 캣 - 라몬 취르세
- 써클즈 - 슬로단 고르보비치
- 안녕 유지 - 오에 타카마사
- 야생의 아이들 - 알레한드로 파델
- 양귀비 밭 - 후안 카를로스 멜로 게바라
- 어두운 방 - 나다브 쉬르만
- 에브리데이 - 마이클 윈터바텀
- 엘론과 엠마누엘 - 나탈리 갈라즈카
- 우리 헤어지자 - 안드레아스 외만
- 우리는 전진한다 - 쟝-가브리엘 뻬리오
- 우아한 시체 - 레아 미지위
- 의문 - 필립 셰프너
- 이노센트 - 웡 첸시
- 전쟁과 한 여자 - 이노우에 준이치
- 지겐오르트 - 토마시 포파쿨
- 지젝의 기묘한 이데올로기 강의 - 소피 파인즈
- 파라다이스: 신념 - 울리히 사히들
- 폭우 - 아냐 게바라 외 1명
- 플래시백 메모리즈 3D - 마츠에 테츠아키
- 하얀 흑인소년 - 카밀라 마그리드
- 하유타와 벨의 마지막 장 - 아미르 마노르
- 하이웨이 - 디팍 라우니야르
- 할머니 맘보 - 임은희
- 혼자 잠들고 싶지 않아 - 나탈리아 베리스테인
- 흐려지는 풍경들 - 블라디미르 토도로비치
- F5 - 알렉산더 코릿츠

### 영화보다 낯선
- 굳어진 상처 - 니콜라 피오베상
- 내 배에 무슨 일이? - 주자나 보뤼섹
- 넬라 판타지아 - 루카스 막스트
- 다시, 공장을 나서는 노동자들 - 카타리나 그루자이
- 드러내다 - 폴 부시
- 라 마드레 - 장-마리 스트로브
- 말로 사막 - 루이스 프리드
- 불빛 - 펠릭스 뒤포 라페리에르 외 1명
- 빅 보이 - 시린 세노
- 시간은 물처럼 - 토르뵤르크 욘스도티르
- 심장박동 - 그레고리 로빈
- 이상한 루카스 - 존 토레스
- 인생열차 - 마티유 트렘블레이
- 전주곡 - 프란체스카 솔라리
- 정렬 - 마티아스 헤렌스탐
- 첼로 - 마르셀 아눙
- 츠베탕카 - 율리안 타바코브
- 침묵의 방문자들 - 예뢴 반 데 스톡
- 카츠라시마 섬의 꽃 - 존 조스트
- 타이거 마인드 - 비어트리스 깁슨
- 타협 - 존 조스트
- 트레스패스 - 파울 베닝거
- 티토와 함께 - 막스 안데르손 외 1명
- 평행선 - 펠릭스 뒤포 라페리에르

### 시네마페스트 영화궁전
- 굿바이 모로코 - 나디르 모네케
- 꿈꾸는 자들 - 노옐레 데샹
- 나의 독일인 친구 - 지닌 미라펠
- 날 내버려 둬 - 프리더 슐라이흐
- 델리의 하루 - 프라샨트 나이르
- 두 남자의 하늘 - 앤드류 피어버그
- 루나시! - 사이먼 에니스
- 마테호른 - 디데릭 에빙어
- 문 라이더 - 다니엘 덴식
- 묻지마 사랑 - 이치이 마사히데
- 미소는 나의 것 - 루수단 치코니아
- 사랑해 홍합! - 빌레미크 클라위프하우트
- 오르탕스를 찾아서 - 파스칼 보니체
- 우리의 교환일기 - 우치무라 테루요시
- 인 블룸 - 나나 에크브티미슈빌리
- 하랄 정육점 - 바벡 알리아사
- 행복한 시한부 인생 - 하비에르 레볼로

### 시네마페스트 불면의 밤
- 돌격 라토르 - 프라부 디바
- 버닝 붓다맨 - 우지차
- 어쨌든 존은 죽는다 - 돈 코스카렐리
- 에바 반 엔드의 위대한 순결상실 - 미히엘 텐 호른
- 하나는 나, 하나는 너 - 샤쿤 바트라
- 히로인 - 마두르 반다카르

### 시네마스케이프 한국영화 쇼케이스
- 가리봉 - 박기용
- 그 여자 - 조미혜
- 시티:홀 - 정재은
- 범죄소년 - 강이관
- 시바타와 나가오 - 양익준
- 신세계 - 박훈정
- 연소, 석방, 폭발, 대적할 이가 없는 - 김수현
- 오빠가 돌아왔다 - 노진수
- 전설의 주먹 - 강우석
- 천안함프로젝트 - 백승우
- 축지법과 비행술 - 이경섭
- 타이밍 - 김지연
- 파파로티 - 윤종찬
- 환생의 주일 - 황규덕

### 청소년 특별전
- 억수 - 김다민 외 6명

### 스페셜 포커스 - 특별전
- 낯선 하늘 - 비주쿠마 다모다란
- 레이팍레이 - 아리밤 시암 샤르마
- 물새들 - 시누 라마사미
- 미스 러블리 - 아심 아흘루왈리야
- 비.에이.패스 - 아제이 발
- 샤히드 - 한살 메흐타
- 아자가사미의 말 - 수신디란 날루사미
- 언타이틀 - 까사르 다스
- 해리, 결혼하다 - 텐징 소남 외 1명
- 계급 관계 - 다니엘 위예
- 그레고르 잠자의 변신 - 캐롤라인 리프
- 그리고 다섯 번째 마부는 두렵다 - 즈비넥 브리니흐
- 성 - 미카엘 하네케
- 시골 의사 - 야마무라 코지
- 아메리카 - 블라디미르 미차렉
- 요제프 K - 얀 슈미트 외 1명
- 젊은 사형수의 경우 - 파벨 유라첵
- 카프카는 누구인가 - 리하르트 딘도
- 프란츠 카프카 - 피오트르 듀말라